# 酒徒 (小說)
酒徒是香港作家劉以鬯的一篇小說，也是劉以鬯的代表作之一。首次發表是於1962年的《星島晚報》連載，次年於香港由海濱圖書公司結集出版，1979年3月再由台灣遠景出版社重版，被譽為「中國第一部意識流小說」。《酒徒》以第一人稱寫成，共分四十三章，最長的一章約一萬字，最短的第十四章僅有十二字。
據作者自序，《酒徒》是「寫一個因處於苦悶時代而心智不十分平衡的知識分子怎樣用自我虐待的方式去求取繼續生存」的故事，背景是1950至1960年代的香港。

## 內容大綱
酒徒是一個具有良心的職業作家，理想是寫一些嚴肅文學作品，並且支持麥荷門出版嚴肅文學刊物《前衛文學》，卻為了生計而去寫一些討好大眾的流行武俠小說，而自己寫的劇本卻被人剽竊，後來為了餬口，更淪落至寫色情小說為生。他認為自己寫這些小說荼毒了讀者，自己淪為沒有思想的寫稿機器，加上自己的理想遲遲未能實現，內心痛苦不堪，於是借酒消愁，但酒卻使他更清醒，更看到這個世界的醜惡。

## 主要角色
- 酒徒（老劉）：即「我」，故事的主角，一個對文學有理想，而且富有才華的職業作家，有深厚的文學素養和根基[4]，對五四新文學有清晰的辨析力，對文學常有精闢見解，卻因為嚴肅文學在香港乏人問津，為了生存而向現實妥協，先是替四家報館寫武俠小說，後來更淪落至寫色情小說為生。
- 麥荷門：對文學有理想的文藝青年，老劉支持他出版文學雜誌。直到小說結束，雜誌仍在繼續出版，但老劉後來卻認為他“有理想而無眼光”，認為雜誌的內容難配其“先鋒”之名。
- 莫雨：老劉的老朋友，電影導演，騙老劉說電影公司不用他的劇本，卻把他的劇本據為己有拍成電影
- 王太：包租婆
- 司馬莉：包租婆的女兒
- 雷老太太：為故事中老劉最後逗留的住宿地方的老太太，把老劉錯當成已故兒子新民，她對老劉的照顧讓他感到溫暖，也讓他一度決心戒酒，但因為一次醉倒的老劉對她破口大罵令她傷痛欲絕自殺。
- 雷先生，雷太太

## 作品特色與技巧運用

### 意識流技巧
此篇小說採用了意識流的手法，以內心獨白的方式，曲折地反映當時香港的媒體和出版界把文字變成廉價貨品出售的現實，故事中以一種迴旋循環的方式進行，常以酒醉開始，以酒醒作結，交替出現主人公酒醉時的潛意識與清醒時的顯意識，揭露了當時社會的黑暗。以意識流來描繪人物的言行和心理活動來剖析主人公的內心世界，探求內在真實；藉酒徒醉時或於夢中的精神狀態將客觀現實世界扭曲或主觀化、情緒化、形象化，彰顯出現實中潛藏的狂亂、非人性與荒謬，反映人物「自我」與客觀世界的鬥爭，是人物的真實心事；同時以人物內心的各種矛盾，塑造出一個1960至1970年代獨特而帶有普遍性的文人形象，亦揭示了香港的文化背景，暴露出當時香港社會上物質與精神文化的強烈反差，揭示了當時香港文壇以至整個社會的畸形狀態。
除了反映文學界的可悲狀況外，作者通過主人公醉與醒的浮沉，帶出他的人際關係，也同時帶出了小說中的拜金社會滋生出來的特定人物，人物的交叉活動增加了作品背景的繁富和立體感，而主人公對各人的態度也反映作者本身的愛與憎、理想與絕望。借重意識流這一敘述語言，逐一牽出人物交叉活動的靈活佈局，使單線進行的故事亦能吸引讀者的步趣。

### 借鑑前人再作創新
《酒徒》打破了傳統小說的故事結構法，以創新的藝術手法寫成，但作者並不是反傳統，而是基於傳統的再造和反思。他受喬伊斯、福克納等西方意識流作家的作品影響，借鑑了表現自我和側重主觀抒情的意識流和象徵主義表現手法，卻並非照搬西方現代小說技巧，而是取其精華，糅合中國傳統小說的手法和精神，如注重綴段的鋪陳多於結構的經營，無完結感、夾敘夾議等。
小說中塑造人物形象呼之欲出，各具神形，也是傳統中國小說的特徵之一，在交代情節進展時也用了傳統的敘事手法，以「酒」作為銜接外在情節與內在真實的媒介，各人內心活動也是通過情節自然流露出來的是現實主義和現代主義的結合，現實主義作品常見的緊湊情節、細膩手法也在這篇小說中得以保留，因此也照顧到從寫實小說到意識流的過渡，而他那種難情劇式的詼諧，如黃色報紙編輯名叫「李悟禪」，主角以「潘金蓮做包租婆」、「黃飛鴻坐在女秘書大腿上」等作為黃色小說的題材，為這部森嚴冷峻的小說添上「安全活塞」，使之沒有一般西方意識流小說的乾澀。通順流暢的行文和情節也做到中國文學傳統的雅俗共賞要求。

### 意像的運用
小說中有不少意像運用，有描述、比喻、象徵等類型，也有綜合性的意象，折射了主角在現實世界的困境和悲哀。
作者常以一些意象來描述主角變幻不定的心理狀態和複雜混亂的意識世界，例如小說開頭：

生銹的感情又逢落雨天，思想在煙圈裡捉迷藏。推開窗，雨滴在窗外的樹枝上眨眼。雨，似舞蹈者的腳步
，從葉瓣上滑落。扭開收音機，忽然傳來上帝的聲音。我知道我應該出去走走了。然後是一個穿著白衣的侍者端酒來，我看到一對亮晶晶的眸子。
（這是四毫小說的好題材，我想。最好將她寫成黃飛鴻的情婦，在皇后道的摩天大樓上施個「倒捲簾」，偷看女秘書坐在黃飛鴻的大腿上。）思想又在煙圈裡捉迷藏。煙圈隨風而逝。屋角的空間，放著一瓶憂鬱和一方塊空氣。兩杯白蘭地中間，開始了藕絲的纏。時間是永遠不會疲憊的，長針追求短針於無望中。幸福猶如流浪者，徘徊於方程式「等號」後邊。

除描述、比喻外，作者在小說中常以象徵手法，引渡讀者的視線從客觀移到主觀上，如藉著寫景物代替直接刻劃人的心理活動
象徵性的詞句每多一詞多義，在表意上要收事半功倍之效，作者就要對詞句作出選擇、提煉。小說中有一些文句就是以色澤豐盈的日常用語來狀物傳神，例如第十七章，道出了主角看到司馬莉一聽聞主角要送她回家時所表現出無遮無掩的慾念時之愣愣反應：

她變成一匹美麗的獸了，喜歡將愛情當作野餐。我不想向魔鬼預約厄運，但願晚風不斷吹醒我的頭腦。夜是罪惡的；唯夜風最為純潔。

文句裡的「美麗」與「獸」、「愛情」與「野餐」、「夜」與「罪惡」、「夜風」與「純潔」，都是由普遍常見的詞彙所組成的詞組，但組合起來卻被賦予新的生命，把主角的思緒形象化地表現出來，意象的運用也大膽地剖切了人物的思想感情。另外兩例亦顯示了這一特色：

離開麥家，感情在流血（也許酒是治療創傷的特效藥，我想。）我走進一家酒樓。

我的感情發炎了，必須從速醫治，酒是特效藥，我一再傾飲酒液。

主角一方面替麥荷門辦《前衛文學》，另一方面卻為生計寫黃色小說，「流血」象徵他感情的創傷；面對著楊露要結婚的事實，他失去精神的寄託，「發炎」就象徵感情的痛苦。形象化的詞彙剖切了主角的感情。
除了以象徵性的語言表現人物心理外，作為接通夢幻與現實橋樑的「酒」，本身是一種嘲弄式的象徵，酒後「失言」卻暗示讀者是有智慧的「真言」，可是主角的身體已經被酒麻醉了，空有智慧而沒有力量；而掌握文壇力量的卻是奸商和出賣藝術的人。酒也象徵世界的黑白混淆和世人的麻木不仁，小說中提到主角醉後想到潘金蓮當包租婆、林黛玉在塑膠廠裡穿膠花、海明威在香港抱著《老人與海》手稿凍僵等不可能發生的景象，表達出在醒與醉之間的世界裡，真與假、可為與不可為都分不清楚。由此可見，小說的其他主題——智慧與力量不能同存的荒謬和人世間的麻木不仁，就被「酒」這個意象帶出了。
意象作為表現的手法，既配合複雜而飄忽不確定的主觀意識，又給予讀者更大的想像空間和回味的餘地，並加強讀者的印象，使作品更為耐讀。各種意象熔為一爐，互相配合並緊密聯繫，形成一個有機藝術整體，有效地剖視和展視人物內心深處的潛在意識和隱秘活動。

### 詩化的語言
作者以詩化的語言去寫作此篇小說。以全書開頭的第一段為例：

生銹的感情又逢落雨天，思想在煙圈裡捉迷藏。推開窗，雨滴在窗外的樹枝上眨眼。雨，似舞蹈者的腳步，從葉瓣上滑落。扭開收音機，忽然傳來上帝的聲音。我知道我應該出去走走了。然後是一個穿著白衣的侍者端酒來，我看到一對亮晶晶的眸子。這是四毫小說的好題材，我想。最好將她寫成黃飛鴻的情婦，在皇后道的摩天大樓上施個「倒捲簾」，偷看女秘書坐在黃飛鴻的大腿上。思想又在煙圈裡捉迷藏。煙圈隨風而逝。屋角的空間，放著一瓶憂鬱和一方塊空氣。兩杯白蘭地中間，開始了藕絲的纏。時間是永遠不會疲憊的，長針追求短針於無望中。幸福猶如流浪者，徘徊於方程式「等號」後邊。

這一段引進詩的意境，寫下主角的百無聊賴和失意，以飄忽不定的形象如雨、煙圈等表現主角憂鬱、愁苦的心緒。形象化和象徵性的句子也能讓讀者嚼出淡淡詩味。
詩的節奏也被作者引進小說裡，如第四章的寫「憶」和第六章的寫「夢」，前者標點分明，後者省去標點，但同樣令人想起詩，把讀者帶到超凡的景象裡。省略句讀的方式超越常規，卻令人感到急轉直下的氣勢主角的雜亂思緒亦因而無阻地湧出，造成一種綿延不斷的壓迫感以暗示現實對人物的壓力，例如第二十五章的夢境：

所有畢加索奇里訶米羅康定斯基厄斯特馬蒂斯克利的畫（包括複製品）全部變成違禁品所有藍波肯敏斯阿保里奈爾波特萊爾龐德艾略特的詩作全部變成違禁品。

又例如以下的句子：

我將鋼筆丟掉了然後穿著筆挺的西裝走進灣仔一家手指舞廳將全場舞女都叫來坐檯我用金錢購買倨傲。

四十四個字一口氣吐出五個沒有標點的句子，把主角現實中的激憤一口氣發洩出來。
作者還將一些信息強烈的用語和情景在小說中反覆出現，如交響樂的主調般一唱三嘆，一些本身沒有詩意，但經常從不同方向時刻刺痛著主人的東西，如「盜印商」、「白蘭地」、「四毫小說」、「購買廉價的愛情」、「新銳的文學」等，經多次重複，就有著諷喻詩一樣的氣氛；作品中清醒與麻醉相衝突、自嘲和憤世相交織，反複吟詠的字句就像一闋醉詩，引領讀者置身主角那顛三倒四的領域，並加強讀者的印象。又大量使用排比，句子之間有時首尾黏連，以主角的一段夢境為例：

然後我坐著汽車去找趙之耀

趙之耀是一個吝嗇的傢伙

我貧窮時曾經向他懇借二十塊他扁扁嘴將頭偏過一邊

現在我有錢了

我將鈔票擲在他臉上

然後我坐著汽車去找張麗麗

張麗麗是一個勢利的女人

我貧窮時曾經向她求過愛她扁扁嘴將頭偏過一邊

現在我有錢了

我將鈔票擲在她臉上

然後我坐著汽車去找錢士甫

錢士甫是一家出版社的老闆

我貧窮時曾經向他求售自己的小說他扁扁嘴將頭偏過一邊

現在我有錢了

我將鈔票擲在他的臉上

除了意境和節奏，小說引進了不少詩的遣詞造句，例如以下兩組句子：

思想凌亂，猶如用剪刀剪出來的維屑。這紙屑臨空一擲，一變而為緩緩下降的思想雪。

春天躲在牆角，正在偷看踩在雲層上的足音。

這些句子都是以寫詩的方式去寫，而小說中的文字特徵也有著詩化的傾向，句子短，且常以單音節詞如「常」、「仍」、「卻」、「未」「似」等代替較為口語化的雙音節詞如「經常」、「仍然」、「但是」、「沒有」、「好像」等，語尾也少用「著」、「了」、「過」等時態助詞。
作者把詩的意境、詩的節奏、詩的語言引入小說，詩的鮮明節奏能使讀者留下強烈的印象，富有詩意的比喻使形象效果在奇妙的聯想中大大加強，語言中濃厚的詩意將人的心境表現得淋漓盡致。這種小說與詩歌的結合，令小說藝術技巧得以突破和創新。

## 影響
酒徒曾被拍成電影，由黃國兆執導。另外王家衛執導的《2046》據稱亦取材自酒徒小說。